# Rhamnus
- Commons
- Wikispecies

Ramno (Rhamnus L.) é um género botânico pertencente à família Rhamnaceae.

## Sinonímia
- Frangula Mill.
- Oreoherzogia W. Vent
- Oreorhamnus Ridl.

## Espécies
- Subgênero Rhamnus

| - - Rhamnus alaternus - Rhamnus alnifolia - Rhamnus arguta - Rhamnus cathartica - Rhamnus crocea - Rhamnus davurica - Rhamnus diffusus - Rhamnus globosa - Rhamnus ilicifolia - Rhamnus japonica - Rhamnus lanceolata | - - Rhamnus libanotica - Rhamnus lycioides - Rhamnus petiolaris - Rhamnus pirifolia - Rhamnus prinoides - Rhamnus saxatilis - Rhamnus serrata - Rhamnus smithii - Rhamnus staddo - Rhamnus tinctoria - Rhamnus utilis |

- Subgênero Frangula

| - - Rhamnus betulaefolia - Rhamnus californica - Rhamnus caroliniana - Rhamnus frangula - Rhamnus glandulosa | - - Rhamnus latifolia - Rhamnus purshiana - Rhamnus rubra - Rhamnus sphaerosperma |

- Lista completa

## Classificação do gênero
| Sistema | Classificação                      | Referência               |
| ------- | ---------------------------------- | ------------------------ |
| Linné   | Classe Pentandria, ordem Monogynia | Species plantarum (1753) |